# Lily Donaldson
Lily Monica Donaldson (Londra, 27 gennaio 1987) è una supermodella britannica.

## Biografia
Istruita presso la Camden School for Girls, e cresciuta a Kentish Town con i propri genitori, Lily Donaldson viene notata da un agente di moda nel 2003, all'età di 16 anni, mentre fa shopping a Londra.
Inizia così la sua carriera nel mondo delle indossatrici e nel settembre del 2003 calca le sue prime passerelle a Londra, sfilando per le collezioni di Julien Macdonald, John Rocha, Miki Fukai e altri stilisti.
Nel 2004 la sua carriera comincia a decollare: diventa il volto della campagna pubblicitaria del marchio Miss Sixty e Mario Testino la immortala nella campagna pubblicitaria di Burberry insieme a due famose top models inglesi: Stella Tennant e Karen Elson.
Inoltre, oltre a Londra, debutta anche sulle passerelle di New York, Milano e Parigi sfilando per Donna Karan, Diane von Fürstenberg, Marc Jacobs, Oscar de la Renta, Dolce & Gabbana, Fendi, Missoni, Chanel, Christian Dior, Valentino e moltissimi altri.
Ad aprile dello stesso anno appare sulla copertina dell'edizione inglese di Vogue.
È così che la Donaldson diventa rapidamente una delle più celebri modelle inglesi, testimonial per le campagne pubblicitarie di Christian Dior, Gucci, Jil Sander, Burberry, Dolce & Gabbana, Balenciaga e Valentino solo per citarne alcune e immortalata dai più grandi fotografi sulle copertine di riviste di moda come Vogue, Numéro, i-D, Harper's Bazaar, Madame Figaro e molte altre.

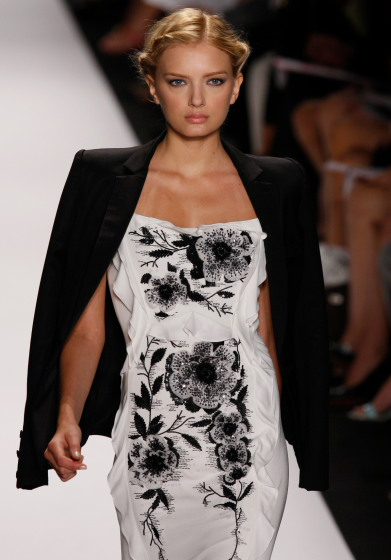
Lily Donaldson in passerella nel 2008

Nel 2005 la Donaldson viene fotografata sulla copertina di Vogue Italia e di Numéro per ben due volte e diventa testimonial delle campagne pubblicitarie di Jil Sander, Balenciaga, Lanvin, Valentino e Roberto Cavalli (per quest'ultima fotografata da Annie Leibovitz).
Dal 2004 al 2008, la Donaldson sfila in oltre 650 sfilate. Nel 2005 riceve una nomination nella categoria "modella dell'anno", durante i British Fashion Awards,, ma viene battuta dalla top Karen Elson.
Nel 2006 diventa testimonial di Dolce & Gabbana e per la campagna pubblicitaria viene fotografata da Steven Meisel. Diventa inoltre il volto di Nicole Farhi e di Mulberry.
Nel 2007 diventa testimonial di Christian Dior. Inoltre rimpiazza Kate Moss nella campagna pubblicitaria di Burberry e Raquel Zimmermann in quella di Max Mara.
Nel maggio 2007 appare sulla copertina di Vogue America insieme alle colleghe Doutzen Kroes, Caroline Trentini, Raquel Zimmermann, Sasha Pivovarova, Agyness Deyn, Coco Rocha, Hilary Rhoda, Chanel Iman, e Jessica Stam, citate da Anna Wintour come supermodels di nuova generazione e lei in particolare è descritta come "la più furba e la più sofisticata". In seguito, su British Vogue è nominata "Head Girl", ovvero la top model che promette di più per il futuro.
Nel 2008 la Donaldson appare sul Calendario Pirelli 2008 fotografata da Patrick Demarchelier, rinnova il contratto come testimonial di Max Mara e viene fotografata da Steven Klein nella campagna pubblicitaria di Dolce & Gabbana insieme a Gemma Ward e Jessica Stam.
Nello stesso anno diventa testimonial di Gucci, Burberry, H&M e Gap. Per quest'ultima viene fotografata insieme al fratello minore Jesse.
Nel febbraio 2008 appare sulla copertina di i-D insieme all'amica Gemma Ward.
In aprile Vogue Paris la cita come una delle nuove top model a livello internazionale.
Nel 2009 rinnova i contratti come testimonial di Burberry e Gucci.
Inoltre continua ad essere stabilmente una delle star incontrastate delle passerelle di New York, Londra, Milano e Parigi, sempre richiesta dai maggiori stilisti, tanto che, a febbraio, il New York Magazine la cita come top model più quotata sulle passerelle milanesi per aver aperto e chiuso la sfilata di Versace e chiuso quelle di Alberta Ferretti e D&G. A settembre partecipa alla Settimana della moda di New York sfilando per Alexander Wang, Altuzarra, Carolina Herrera, Derek Lam, Donna Karan, Michael Kors, Oscar de la Renta, Ralph Lauren e chiudendo lo show di Erin Wasson.
Il sito models.com la riporta in settima posizione nella classifica delle 50 supermodelle più importanti al mondo. A novembre vince il premio assegnato dalla rivista spagnola Marie Claire nella categoria Mejor Modelo Internacional.
Nel 2012 diventa testimonial di Calvin Klein primavera/estate insieme a Lara Stone.
Dal 2010 al 2016 ha sfilato per Victoria's Secret, nel 2014 partecipa allo show indossando un outfit, creato da Sercan Cura, realizzato con 150.000 cristalli Swarowsky.

## Agenzie
- IMG Models - New York, Londra, Milano, Parigi, Sydney